# هنتر لورانس
هنتر لورانس (بالإنجليزية: Hunter Lawrence)‏ هو لاعب كرة قدم أمريكية أمريكي، ولد في 28 يونيو 1988.